# Bernadica Ivanković
Bernadica Ivanković, visoka dužnosnica hrvatske manjine u Srbiji, iz Subotice. Predsjednica je Povjerenstva za rodnu ravnopravnost Hrvatskoga nacionalnog vijeća Republike Srbije od ožujka 2019. godine. Urednica je kulturnih programa Gradske knjižnice u Subotici. Predsjednica je Hrvatske čitaonice. Članica je uredništva časopisa za književnost i umjetnost Nove riječi koji izlazi u nakladi Zavoda za kulturu vojvođanskih Hrvata, uz logističku potporu NIU „Hrvatska riječ“ od prvog broja koji je izašao koncem lipnja 2013. godine.